# Dmîtrove, Horodîșce
Dmîtrove (în ucraineană Дмитрове) este un sat în comuna Voronivka din raionul Horodîșce, regiunea Cerkasî, Ucraina.

## Demografie
Componența lingvistică a localității Dmîtrove
     Ucraineană (100%)
Conform recensământului din 2001, toată populația localității Dmîtrove era vorbitoare de ucraineană (100%).